# The Suburbanite
The Suburbanite je americký němý film z roku 1904. Režisérem je Wallace McCutcheon Sr. (1858/1862–1918). Film trvá zhruba 9 minut. Kopie filmu jsou uloženy ve filmových archivech Knihovny Kongresu a Muzea moderního umění.

## Děj
Rodina se přestěhuje na předměstí, kde doufá, že prožije klid. Všechno se ale začne zhoršovat, což se projeví na chování manželky, která začne používat násilí a rozbíjet nádobí, dokud nebude odvedena policejními strážníky.